# Agroeta
Agroeta (in greco antico: Ἀγροίτας?, Agróitas; ... – ...) è stato uno storico greco antico.
È l'autore di un'opera sulla Scizia (Skythikà), il cui tredicesimo libro è citato da uno scoliaste di Apollonio Rodio, e di un'opera sulla Libia (Libykà), il cui quarto libro è citato dallo stesso scoliaste.. È inoltre citato da Stefano di Bisanzio.